# Petites heures du duc de Berry

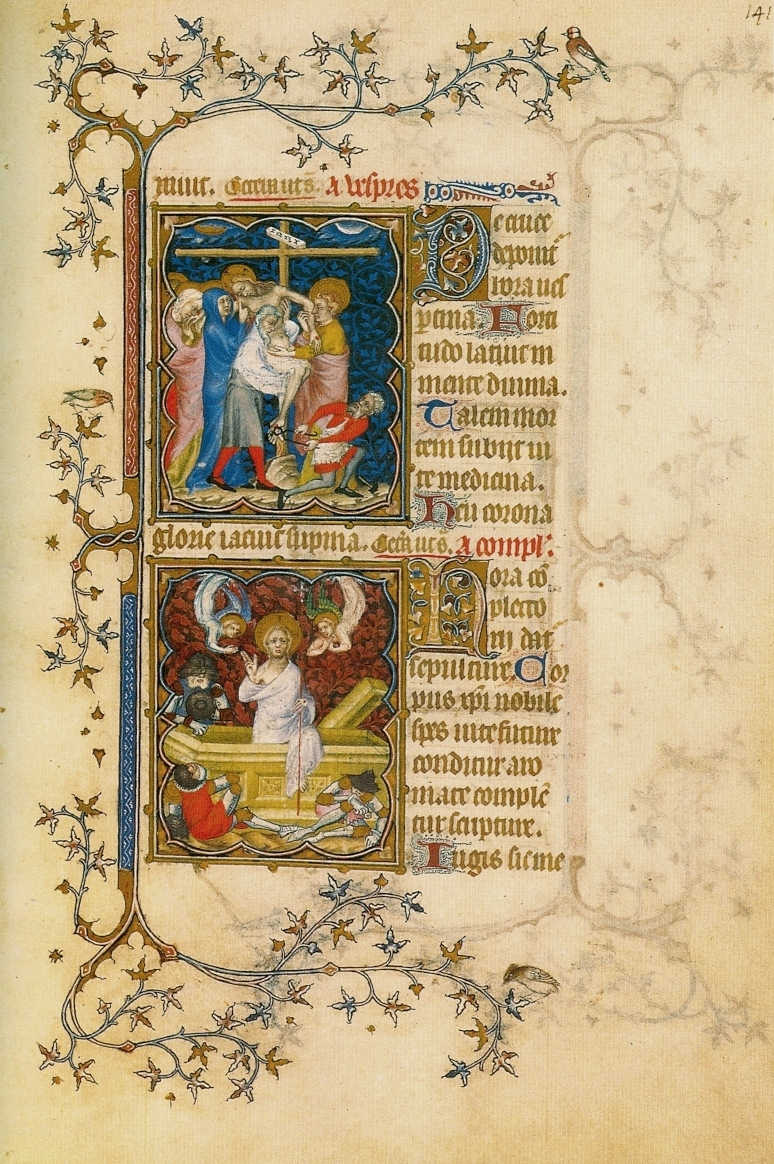
Pseudo-Jacquemart, Les petites heures du duc de Berry,Kruisafname en verrijzenis

Les Petites heures du duc de Berry is een Frans getijdenboek uit het laatste kwart van de veertiende eeuw. Het werd gemaakt in opdracht van Jean de France, duc de Berry.

## Geschiedenis
Les Petites heures du duc de Berry is het eerste handschrift waarvoor de hertog van Berry zelf de opdracht heeft gegeven. De tekst is mogelijk geschreven door Jean l’Avenant (ook als Lavenant vermeld). We vinden alleszins een rekening uit 1377 terug in de archieven van de hertog waarbij Jean l’Avenant betaald wordt voor kopieerwerk. De verluchting werd aangevat door Jean le Noir en zijn atelier omstreeks 1375 en viel stil bij diens overlijden in 1380. Het werk aan het handschrift werd hernomen omstreeks 1385 onder de leiding van Jacquemart de Hesdin met drie assistenten die er tot omstreeks 1390 aan werkten, waarbij de artiest die men de Pseudo-Jacquemart zal noemen, vanwege de gelijkenis tussen zijn werk en dat van Jacquemart de Hesdin, het grootste gedeelte van de verluchting voor zijn rekening nam. Jean de Berry liet een laatste wijziging aan het werk uitvoeren tussen 1412 en 1414. Hij liet twee gebeden achteraan in het boek weghalen en vervangen door een gebed voor als men op reis ging, met een bijhorende miniatuur (fol. 288 v) door de Gebroeders Van Limburg, die de hertog voorstelt die op een pelgrimage vertrekt.
In 1416 schenkt Jean de Berry het handschrift aan Jaquelette Roland, de vrouw van Robert d’Estampes, zijn Garde des joyaux. Men heeft lange tijd gedacht dat het boek tussen 1384 en 1417 in het bezit was van Lodewijk II van Anjou. Dit zou gebleken zijn uit een inscriptie op een oude boekbinding die in 1606 door Karel III van Lotharingen, dan eigenaar van het boek, werd vervangen, vandaar dat het boek vroeger gekend was onder de naam “Heures de Louis II, duc d’Anjou”, maar dat is dus achterhaald en rechtgezet. Na Karel III komt het boek terecht bij Madame Chasny en vervolgens bij François Roger de Gaignières. Via Jean-Baptiste Châtre de Cangé komt het boek uiteindelijk terecht bij de hertog van La Vallière, Louis César de La Baume Le Blanc. In 1784 wordt diens bibliotheek gekocht door de Bibliothèque Royale die na de Franse Revolutie opgaat in de Bibliothèque nationale de France, waar het werk nu bewaard wordt als ms. Latin 18014.

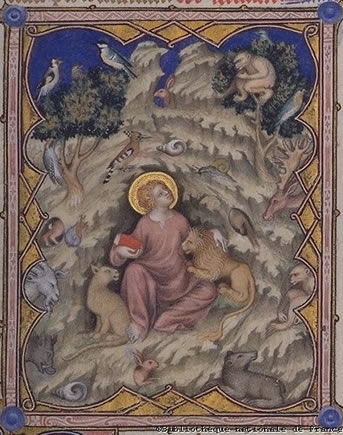
Jean le Noir, Les petites heures du duc de Berry, de “Johannes de Doper in de woestijn”

## Inhoud
De inhoud van het werk is vrij opmerkelijk. Het getijdenboek bevat een aantal getijden en gebeden die slechts zelden voorkomen, zoals de "Lezingen en onderrichtingen" gekopieerd uit de getijden van zijn vader, Jean le Bon, het Psalter van de Heilige Hiëronymus, het Officie van Johannes de Doper de misgebeden en de gebeden op het einde van het getijdenboek die gekopieerd werden uit het getijdenboek van zijn moeder, Bonne van Luxemburg.
Het boek bevat de volgende delen:
- kalender 1r - 6v
- Lezingen en onderrichtingen 8r – 20v (in het Frans)
- Mariagetijden 22r – 51r
- Boetepsalmen 53r – 63v
- Gebeden voor de passie 63v – 66r
- Heilige Geest getijden 67r – 75v
- Passie getijden 76r – 97r
- Suffragia 97v – 106r
- Diverse gebeden 106v – 123r
- Psalter van de Heilige Hiëronymus 123v -132r
- Getijden voor de weekdagen 132v – 145r
- Getijden van de smarten van Onze Lieve Vrouw 155r – 167v
- Gebeden voor tijdens de mis 167v – 182v
- Officie van de Heilige Drievuldigheid 183r – 201v
- Officie van Johannes de Doper 203r - 215v
- Dodenofficie 217r – 237v
- Diverse gebeden 239r – 290v

De inhoud doet sterk denken aan die van de Savoye-getijden waarvan Wieck vermoedt dat het model heeft gestaan voor deze Petites Heures”.

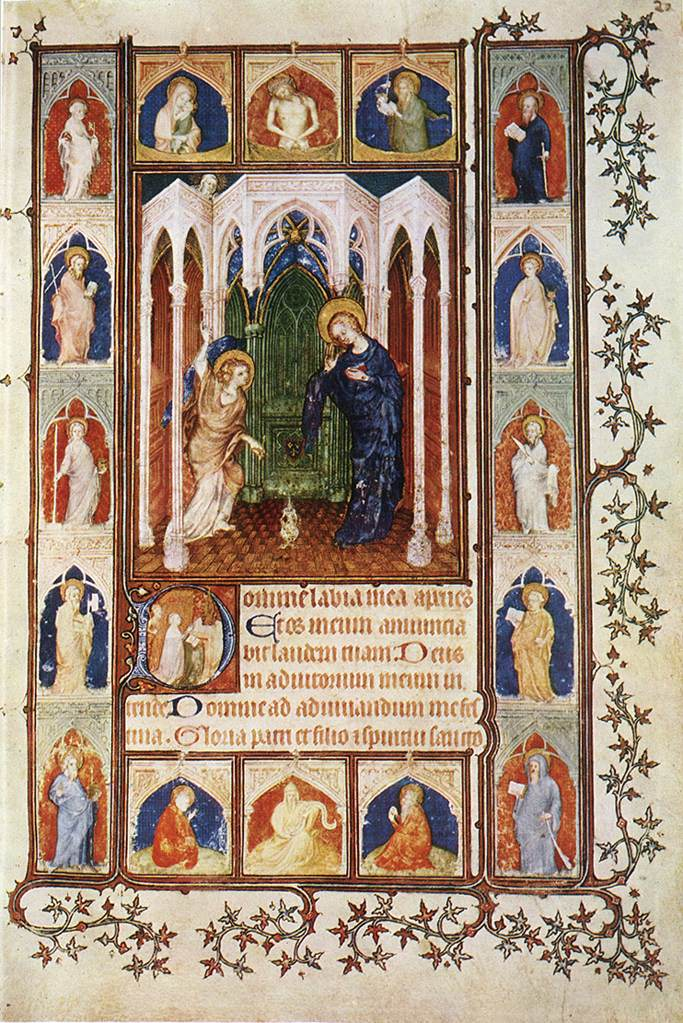
Jacquemart de Hesdin, Les petites heures du duc de Berry,Annunciatie

## Verluchting
Het handschrift meet 213 × 145 mm en het telt 292 folia. Het is geschreven in het Latijn in één kolom van 22 lijnen met als afmetingen 126 × 72 mm. Op de kalenderbladzijden zijn twee kolommen gebruikt. Het boek telt 213 miniaturen en 24 kalender vignetten, goed voor 119 met miniaturen voorziene pagina's, maar in totaal zijn er meer dan 400 pagina’s die versierd zijn. Daarvan worden er door de BnF 12 toegeschreven aan Jean le Noir, 11 aan Jacquemart de Hesdin, 21 aan een artiest met de noodnaam "Meester van de Drievuldigheid", 70 aan de "Pseudo-Jacquemart" en 4 aan een andere onbekende kunstenaar. Jean de Berry liet een laatste wijziging aan het werk uitvoeren tussen 1412 en 1414. Hij liet twee gebeden achteraan in het boek weghalen en vervangen door een gebed voor als men op reis ging, met een bijhorende miniatuur (fol. 288 v) door de Gebroeders Van Limburg. Die miniatuur stelt de hertog voor die op een pelgrimage vertrekt. Het gros van de margeversiering is wel door Jean le Noir en zijn atelier verzorgd (405 pagina’s).
Met uitzondering van de kalender en van de miniatuur die is toegevoegd door de gebroeders Limburg bevat het handschrift twee types miniaturen, een kleinere, ongeveer 55 × 45 mm en een (bijna) volblad miniatuur van ongeveer 83 × 71 mm. De volbladminiatuur is steeds vergezeld van zes of zeven tekstlijnen.
Zowel Jean le Noir als Jacquemart de Hesdin en de Pseudo-Jacquemart zijn beïnvloed door de kunst uit het Italiaanse trecento en door het Vlaamse realisme dat in die periode steeds meer veld won. Saillant aan dit handschrift is, dat in één boek te zien is hoe de stijl evolueerde van Jean Pucelle (Jean le Noir werkte in de stijl van Pucelle) tot de gebroeders Limburg.

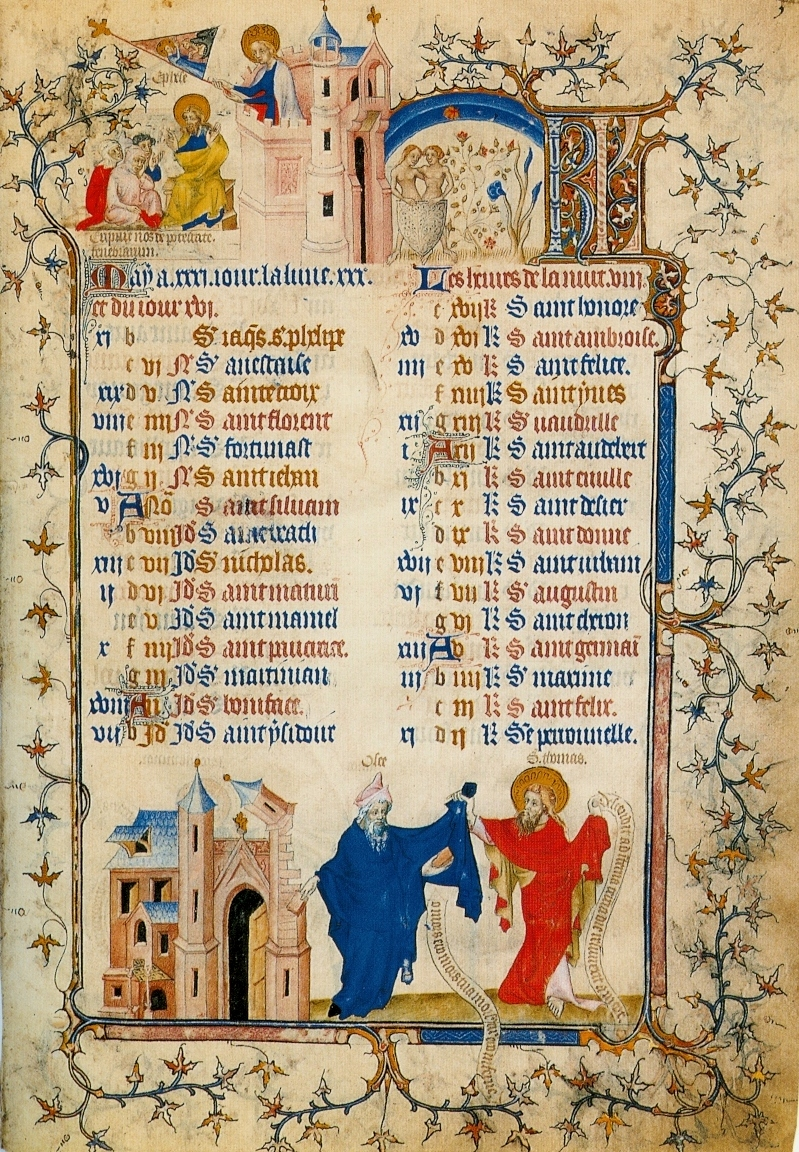
Pseudo-Jacquemart, Les petites heures du duc de Berry, Kalenderblad Mei

Le Noir verluchtte voornamelijk de passiegetijden en de getijden van Johannes de Doper. Jacquemart de Mariagetijden en enkele miniaturen uit de getijden van Johannes de Doper. De meester van de Drievuldigheid verluchtte de getijden van de Drievuldigheid. De Pseudo-Jacquemart nam een groot deel van de verluchting voor zijn rekening met onder meer de kalender, het officie van de H. Geest, de suffragia, de getijden voor de weekdagen, de getijden van de smarten van Onze Lieve Vrouw, de gebeden voor de mis en de diverse gebeden.
Details van de verluchting zijn terug te vinden op de website van de BnF, Wieck geeft ook een omstandige lijst van de miniaturen in zijn artikel.
In navolging van het getijdenboek van Savoye en van de toevoegingen hieraan door zijn broer Karel V heeft de hertog van Berry zichzelf ook uitgebreid laten afbeelden in zijn getijdenboek, hij is terug te vinden in 26 van de miniaturen, ook de iconografie is sterk verwant met het Savoye getijdenboek, de lay-out van de kleine miniaturen doet sterk denken aan de miniaturen in het Savoye-Getijdenboek.
Een deel van het handschrift dat een aparte vermelding verdient is de kalender. Hierin zien we de iconografie terugkomen die voor het eerst door Jean Pucelle gebruikt werd in het Belleville-breviarium. In de kalender zien we voor elke maand een apostel (de vertegenwoordiger van het Nieuwe Testament) en een profeet (die staat voor het Oude Testament) zij aan zij. De profeet overhandigt aan de apostel een bedekte profetie die door de apostel verklaard wordt als een artikel van het geloof. Tegelijkertijd geeft de profeet een steen uit de synagoge aan de apostel. Op die manier wordt de synagoge van maand op maand verder afgebroken en is ze in december tot een ruïne herleid.

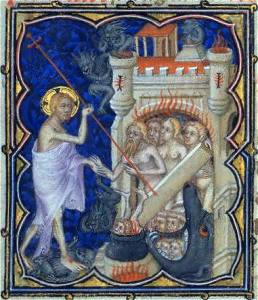
Pseudo-Jacquemart, Les petites heures du duc de Berry, de “Nederdaling ter Helle”

## Weblinks
- Het handschrift (Latin 18014) Online bekijken[9]